# Uniwersytet Dolnośląski DSW we Wrocławiu
Uniwersytet Dolnośląski DSW we Wrocławiu (do 18 października 2007 pod nazwą Dolnośląska Szkoła Wyższa Edukacji Towarzystwa Wiedzy Powszechnej oraz do 3 kwietnia 2023 Dolnośląska Szkoła Wyższa) – niepubliczna uczelnia akademicka, założona w 1997 we Wrocławiu. Pierwszym rektorem uczelni do 29 września 2018 prof. DSW dr hab. Robert Kwaśnica. Obecnie rektorem jest dr hab. Sławomir Krzychała, prof. Uniwersytetu DSW. W dniu 3 kwietnia 2023 roku uczelnia zmieniła kategorię oraz nazwę na Uniwersytet Dolnośląski DSW.

## Działalność
Uniwersytet Dolnośląski DSW kształci w ramach studiów licencjackich, inżynierskich, magisterskich uzupełniających, jednolitych magisterskich oraz podyplomowych.
W październiku 2010 roku powołano Wydział Zamiejscowy Dolnośląskiej Szkoły Wyższej w Kłodzku, który kształcił studentów na kierunku pedagogika, na studiach stacjonarnych, niestacjonarnych oraz podyplomowych. Wszystkie zajęcia dydaktyczne odbywały się w Kłodzku w gmachu należącym do Gimnazjum z Oddziałami Dwujęzycznymi nr 1 im. Adama Mickiewicza. Dziekanem wydziału była dr hab. Bożena Wojtasik, prof. DSW.

### Kierunki studiów
Obecnie uczelnia daje możliwość podjęcia studiów na piętnastu kierunkach.
- Studia I stopnia – licencjackie:
  - Administracja
  - Bezpieczeństwo Wewnętrzne
  - Dietetyka i promocja zdrowia
  - Dziennikarstwo i komunikacja społeczna
  - Kosmetologia
  - Media design i marketing wizerunkowy
  - Media kreatywne: game design, animacja, efekty specjalne
  - Pedagogika
  - Psychologia w biznesie
  - Zarządzanie
- Studia I stopnia – inżynierskie:
  - Geodezja i kartografia
  - Informatyka
- Studia jednolite magisterskie:
  - Pedagogika przedszkolna i wczesnoszkolna
  - Pedagogika specjalna
  - Psychologia
- Studia II stopnia – magisterskie:
  - Administracja
  - Bezpieczeństwo narodowe
  - Dziennikarstwo i komunikacja społeczna
  - Human resources i coaching
  - Media kreatywne: projektowanie gier i animacji
  - Pedagogika
  - Resocjalizacja
  - Zarządzanie

- Studia podyplomowe:
  - Ponad 100 kierunków: https://www.dsw.edu.pl/studia-i-szkolenia/studia-podyplomowe/kierunki

- Władze

- Rektor: dr hab. Sławomir Krzychała, prof. Uniwersytetu DSW
- Kanclerz: mgr Krzysztof Kamiński
- Dziekan: dr Joanna Minta, prof. Uniwersytetu DSW